# Boatswain Bird Island

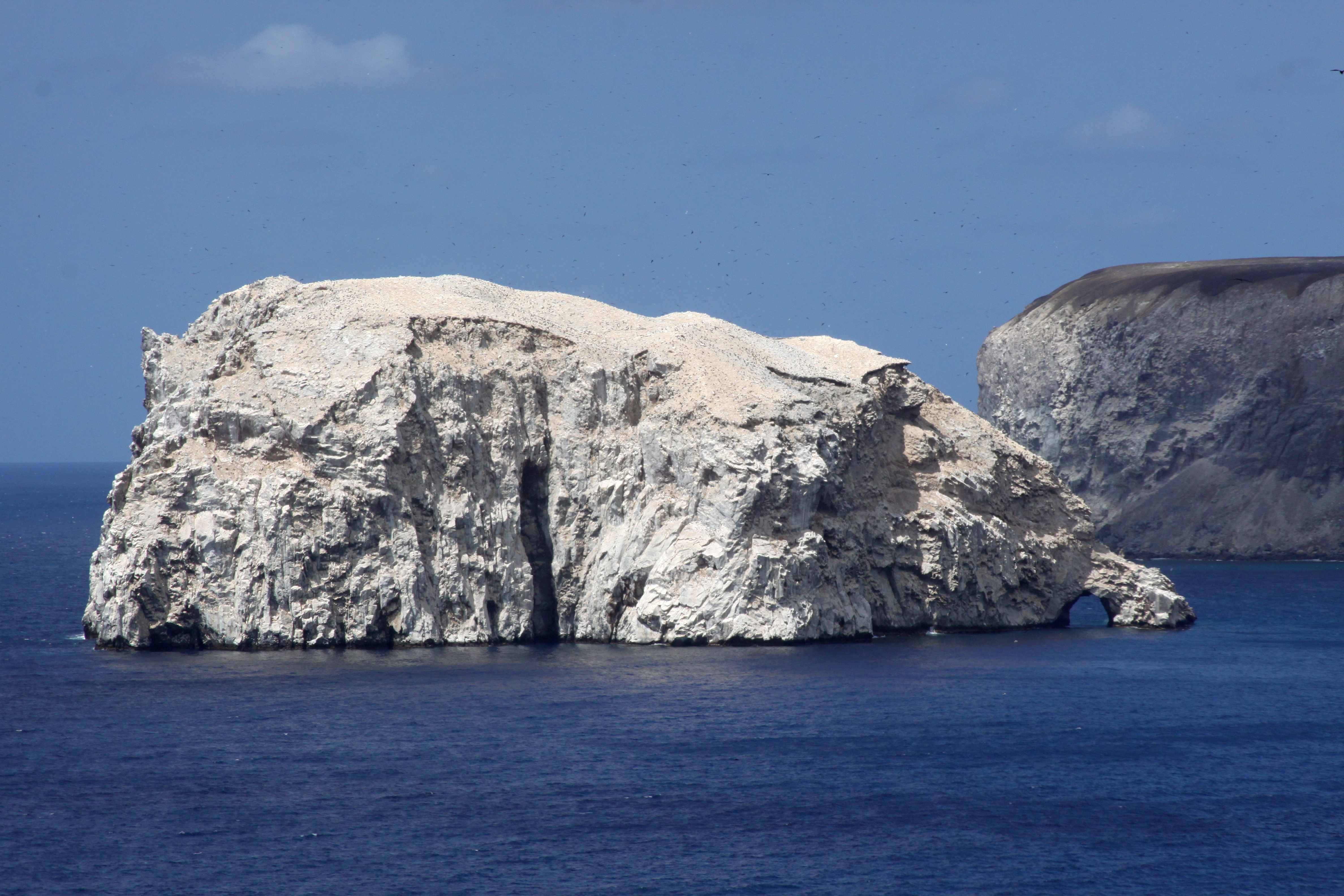
Boatswain Bird Island

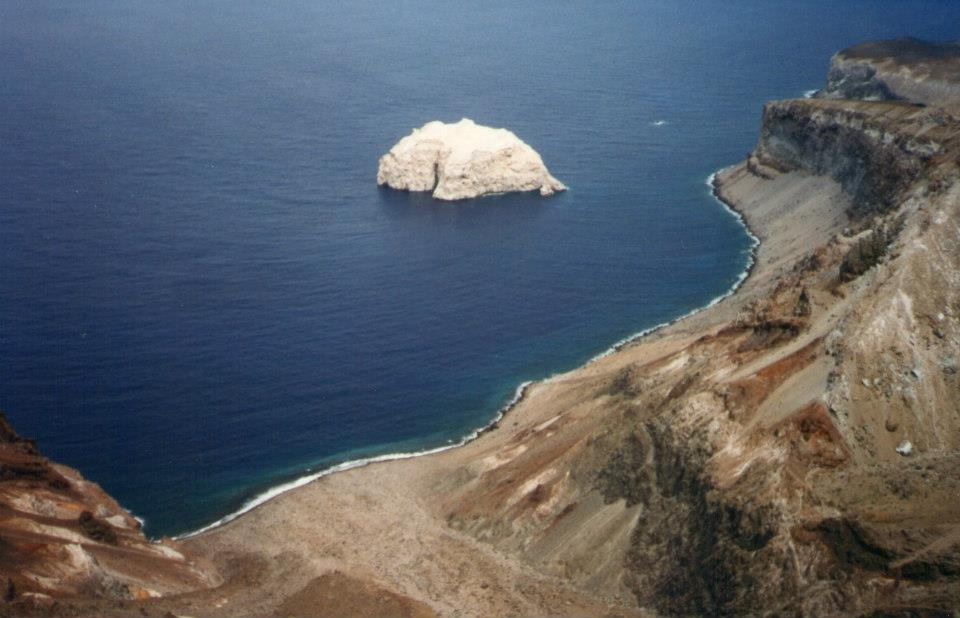
Boatswain Bird Island

Boatswain Bird Island ist eine Felseninsel etwa 280 m vor der nordöstlichen Küste der Insel Ascension im südlichen Atlantischen Ozean.
Ihren Namen verdankt die Insel den Rotschnabel-Tropikvögeln, die bei den britischen Seefahrern als boatswain birds bezeichnet wurden. Die Insel umfasst eine Fläche von 340 m × 220 m und besteht aus einem 104 m hohen abgeflachten Felsen, der von den Guanoablagerungen eine weiße Farbe bekommen hat. An der Südküste der Insel befindet sich ein Natursteinbogen aus Lavagestein. In den 1920er-Jahren wurde auf Boatswain Bird Island Guano abgebaut.
Zu Beginn des 19. Jahrhunderts war Ascension der Lebensraum für Millionen von Seevögeln. Als sich um 1815 Katzen und Ratten auf Ascension ausbreiteten, wurde der einstige Vogelreichtum stark dezimiert. Boatswain Bird Island ist für mehrere Arten wie den Madeirawellenläufer, den Rotschnabel-Tropikvogel, den Weißschwanz-Tropikvogel, die Weißkopfnoddi und den Adlerfregattvogel zum Rückzugsgebiet geworden, wo sie neue Brutkolonien bildeten. 1977 wurde die Insel zum streng geschützten Vogelschutzgebiet erklärt. Seit 2014 ist sie ein Naturreservat.